# Тихоокеанско-азиатский чемпионат по кёрлингу среди юниоров 2007
Тихоокеанско-азиатский чемпионат по кёрлингу среди юниоров 2007 проводился в городе Несби (Новая Зеландия) с 9 по 13 января 2007 года одновременно для мужских и женских команд. Чемпионат являлся квалификационным турниром для участия в чемпионате мира 2007 (квалифицировались по одной лучшей мужской и женской команде), проводился в 3-й раз.
В мужской и женской частях чемпионата принимали участие по 4 команды.
В мужском турнире для участия в чемпионате мира квалифицирована сборная Китая.
В женском турнире для участия в чемпионате мира квалифицирована сборная Китая.

## Формат соревнований
И в мужском, и в женском турнирах команды в одной группе играют между собой по круговой системе в два круга. Команды в группе ранжируются по количеству побед, при одинаковом количестве побед у двух или более команд — по результату встречи между этими командами, если команды претендуют на одно из первых трёх мест в группе (с которого могут выйти во второй этап, плей-офф) — проводится дополнительный матч между этими командами (тай-брейк). Три лучшие команды проходят во второй этап, плей-офф, проводящийся по «неполной» олимпийской системе: команды, занявшие на групповом этапе 2-е и 3-е место, встречаются в полуфинале, победитель полуфинала играет в финале с командой, занявшей на групповом этапе 1-е место.
Все матчи играются в 10 эндов. Время начала матчей указано местное (UTC+12).

## Мужской турнир

### Составы команд
| Команда          | Четвёртый     | Третий         | Второй        | Первый       | Запасной    | Тренер            |
| ---------------- | ------------- | -------------- | ------------- | ------------ | ----------- | ----------------- |
| Китай            | Wang Binjiang | Цзан Цзялян    | Wang Zi       | Yang Tuo     | Su Xuefeng  | Чжан Вэй          |
| Новая Зеландия   | Anthony Brown | Kris Miller    | Tim Thomas    | Tim Miller   | Alex Bauer  | Шон Бекер         |
| Республика Корея | Ким Чхан Мин  | Ким Мин Чхан   | Пак Чон Док   | Пак Чин О    |             | Ким Гён Сок       |
| Япония           | Ryo Ogihara   | Тэцуро Симидзу | Yuki Sakamoto | Юта Мацумура | Hayato Sato | Tamotsu Matsumura |

Скипы выделены полужирным шрифтом